# Mairano
Mairano (Mairà o Maerà in dialetto bresciano) è un comune italiano di 3 492 abitanti della provincia di Brescia in Lombardia.

## Geografia fisica
Si trova a circa 1 chilometro dalla strada provinciale Brescia, Quinzano d'Oglio, Cremona e a 16,6 chilometri dal capoluogo bresciano.
È lambito a est dalla Seriola Molina. Comprende la frazione Pievedizio a nord. Le cascine rilevanti sono Babbiò, Canino, Feniletto, Godi (i Gucc), San Francesco e Tesette.

## Origini del nome
Il paese sorge sul territorio della pianura Padana che fu soggetto a centuriazione romana. Per cui secondo il Mazza (1986), il toponimo deriverebbe dal lingua latina fundus Marianus.

## Storia

### Simboli
Lo stemma e il gonfalone sono stati concessi con R.D. del 21 giugno 1942
Il gonfalone è un drappo di azzurro.

## Società

### Evoluzione demografica
Abitanti censiti

### Lingue e dialetti
Nel territorio di Mairano, accanto all'italiano, è parlata la lingua lombarda prevalentemente nella sua variante di dialetto bresciano.

## Amministrazione
| Periodo          | Periodo        | Primo cittadino      | Partito                             | Carica  | Note  |
| ---------------- | -------------- | -------------------- | ----------------------------------- | ------- | ----- |
| 16 dicembre 1986 | 14 giugno 2004 | Gianmarco Quadrini   | DC poi lista civica di centrodestra | Sindaco |       |
| 14 giugno 2004   | 8 giugno 2009  | Giampiero Bragaglio  | lista civica di centrodestra        | Sindaco | [ 8 ] |
| 8 giugno 2009    | 26 maggio 2014 | Piervincenzo Lanzoni | lista civica di centrodestra        | Sindaco | [ 9 ] |
| 26 maggio 2014   | 27 maggio 2019 | Paola Arini          | lista civica di centrosinistra      | Sindaco |       |
| 27 maggio 2019   | 10 giugno 2024 | Igor Zacchi          | lista civica di centrodestra        | Sindaco |       |
| 10 giugno 2024   | in carica      | Filippo Ferrari      | lista civica di centrosinistra      | Sindaco |       |

## Sport
Mairano è presente nello sport calcistico provinciale con la Unione Sportiva Mairano (US Mairano). Nel 1976 questa società si fuse con la Trenzanese (di Trenzano), costituendo la Tre-Mairano. Nel 1983 quest'ultima fu sciolta e fu ricostituita l'US Mairano che nel 1990 militò nel campionato provinciale di seconda categoria.